# 15e cérémonie des David di Donatello
La 15e cérémonie des David di Donatello s'est déroulée le 1er août 1970. 

## Palmarès
- Meilleur film :
  - Enquête sur un citoyen au-dessus de tout soupçon d'Elio Petri ex æquo avec
  - Metello de Mauro Bolognini
- Meilleur acteur :
  - Gian Maria Volonté pour Enquête sur un citoyen au-dessus de tout soupçon ex æquo avec
  - Nino Manfredi pour Les Conspirateurs
- Meilleur acteur étranger :
  - Peter O'Toole pour Goodbye, Mr. Chips ex æquo avec
  - Dustin Hoffman pour Macadam Cowboy
- Meilleure actrice :
  - Sophia Loren pour Les Fleurs du soleil
- Meilleure actrice étrangère :
  - Liza Minnelli pour Pookie
- Meilleur réalisateur :
  - Gillo Pontecorvo pour Queimada
- Meilleur réalisateur étranger :
  - John Schlesinger pour Macadam Cowboy
- Meilleur producteur étranger :
  - Martin Poll pour Le Lion en hiver

- David Spécial :
  - Goldie Hawn, pour son interprétation dans Fleur de cactus
  - Marlène Jobert, pour son interprétation dans  Le Passager de la pluie et Dernier Domicile connu
  - Ottavia Piccolo, pour son interprétation dans Metello
  - Massimo Ranieri, pour son interprétation dans Metello
  - Bruno Vailati, pour sa réalisation du documentaire Andrea Doria -74